# John Emerson
Pour les articles homonymes, voir Emerson.
John Emerson (de son vrai nom Clifton Paden), né le 29 mai 1874 à Sandusky dans l'Ohio et décédé le 7 mars 1956 à Pasadena en Californie, est un réalisateur, scénariste, acteur et producteur américain.

## Biographie

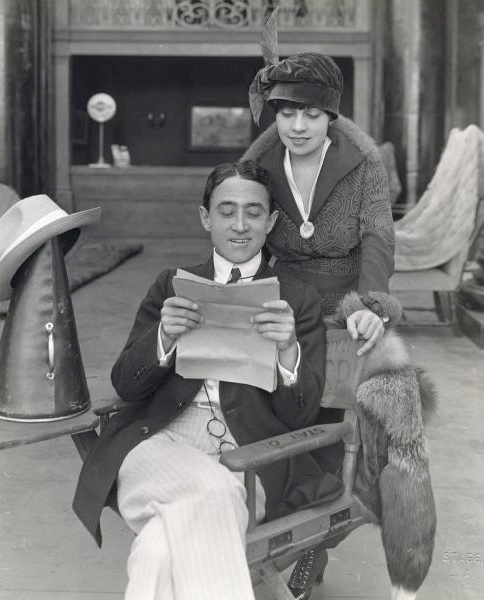
John Emerson et Anita Loos à la lecture d'un scénario en 1918.

Fils d'un pasteur anglican, il débute au théâtre dès 1904, puis rejoint D. W. Griffith en 1915, à la Triangle Pictures où il devient réalisateur. Il collabora comme scénariste avec Anita Loos. Il l'épousa en 1919 et le couple ne se quitta plus jusqu'à la mort d'Emerson en 1956.
Souffrant d'une maladie mentale, il passe les huit dernières années de sa vie dans un hôpital.

## Filmographie

### Comme réalisateur
- 1915 : Old Heidelberg
- 1915 : Ghosts
- 1916 : His Picture in the Papers
- 1916 : Macbeth
- 1916 : La Secrétaire particulière (The Social Secretary)
- 1916 : Miss Bengali (Less Than the Dust)
- 1916 : L'Américain (The Americano)
- 1916 : Le Mystère du poisson volant (The Mystery of the Leaping Fish)
- 1917 : Sa revanche (In Again, Out Again)
- 1917 : Wild and Woolly
- 1917 : L'Île du Salut (en) (Down to Earth)
- 1917 : Douglas dans la lune (Reaching for the Moon)
- 1918 : Come on In
- 1918 : Good-Bye, Bill
- 1919 : Oh, You Women!
- 1922 : Polly of the Follies

### Comme acteur
- 1913 : The Grey Sentinel de Burton L. King
- 1914 : The Conspiracy d'Allan Dwan

### Comme scénariste
- 1912 : The Agitator
- 1914 : The Conspiracy d'Allan Dwan
- 1915 : Ghosts
- 1919 : A Temperamental Wife
- 1920 : Two Weeks
- 1922 : Red Hot Romance de Victor Fleming, co-scénarisé avec Anita Loos
- 1923 : Dulcy de Sidney Franklin
- 1928 : Les hommes préfèrent les blondes, co-scénarisé avec Anita Loos et réalisé par Malcolm St. Clair
- 1931 : L'Assommoir (The Struggle) de D. W. Griffith
- 1934 : La Belle du Missouri (The Girl from Missouri) de Jack Conway et Sam Wood

### Comme producteur
- 1936 : San Francisco de W. S. Van Dyke
- 1937 : Saratoga de Jack Conway